# Ukrajinska glazba
Ukrajinska glazba (ukr. Українська музика) smatra se jednom od najutjecajnijih kvalitetnih glazba u svijetu unatoč tome što u javnosti ima nešto manju prepoznatljivost. Njezin sadržaj obuhvaća raznovrsne i višestruko složene elemente glazbe koje je moguće pronaći u zapadnoj i istočnoj glazbenoj civilizaciji. Također ima svoju izrazito snažnu autohtonu slavensku specfičnost koju su tijekom povijesti u manjoj mjeri preuzimali mnogi drugi narodi, posebno oni koji su imali neposredan doticaj s ukrajinskom kulturom.
Glazba Ukrajine svoju moderniju povijest bilježi od stvaranja Kijevske Rusi u 9. stoljeću. Njezin je snažan utjecaj vidljiv i u međunarodnim nadimcima za Ukrajinu: «Zemlja slavuja» i «Slavenska Italija». U tradicionalnoj ukrajinskoj glazbi može se primijetiti snažan kršćanski utjecaj jer je srednjovjekovna Ukrajina više od četiri stoljeća bila kršćansko središte Istočnih Slavena. Ukrajinski je utjecaj primjetan i u poznatoj klasičnoj ruskoj glazbi, osobito kada je riječ o glazbenicima ukrajinskoga podrijetla poput Petra Iljiča Čajkovskog, Igora Stravinskog i drugih.

## Obilježja folklorne tradicije
Narodna kultura i umjetnost Ukrajinaca s pravom se smatraju jednom od najbogatijih baština kulture europskih naroda. Glazba se na području Ukrajine pojavila prije 20 tisuća godina. Toliko su stari prvi glazbeni instrumenti, načinjeni od mamutskih kljova, koje su pronašli kijevski arheolozi u okolici grada Černigiva. Ukrajinski su se glazbenici izvan granica Kijevske Rusi proslavili već u 14. stoljeću. U kronikama srednjovjekovnog razdoblja pronalaze se imena ukrajinskih glazbenika među dvorskim glazbenicima, posebno na poljskim dvorovima. Tada se ujedno pojavljuju prve kozačke povijesne pjesme i skladbe kao jedna od najslikovitijih pojava ukrajinske narodne glazbe. 
Ukrajinski folklor ističe se bogatstvom žanra i savršenstvom forme, pjesništvom i sofisticiranom lirikom, dubokom filozofijom i vatrenošću. Usmena predaja stoljećima je bila jedini način generaliziranja životnog iskustva ukrajinskog naroda, utjelovljenje narodne mudrosti, pogleda na svijet i ideale. Folklor je postao ogledalom ne samo najvažnijih povijesnih događaja Ukrajine, počevši od doba kneževina, nego je sačuvao i brojne arhaične poganske mitove i simbole, koji se često skrivaju pod okriljem kršćanske tradicije. Nakon 15. stoljeća posebno poznati postaju ukrajinski narodni plesovi Hopak, Kozačok i drugi. Božićne pjesme česte su u ukrajinskoj glazbi, a neke od njih kao «Carol of the bells» postale su poznate i u svijetu.
- Poslušaj božićnu skladbu Leontoviča: «Ščedrik» (eng. Carol of the bells)

### Osnovna podjela
Ukrajinska folklorna tradicija može se svrstati u dva osnovna tipa: glazbeno-pjesnički (pjesme, ukrajinske "dume" (balade), popijevke itd.) te prozni tip (bajke, legende, anegdote itd.). U sklopu glazbeno-pjesničkog stvaralaštva ističu se obredni folklor te epsko i lirsko stvaralaštvo. Obredni folklor uključuje kalendarske i obiteljsko-obredne pjesme. Epskom stvaralaštvu pripadaju dume, povijesne i lirsko-epske pjesme (balade, kronike), a lirsko stvaralaštvo obuhvaća društvene pjesme i pjesme s tematikom iz svakodnevnog života.
Dume su najistaknutiji dio ukrajinskog vokalnog opusa. To su vokalno-instrumentalne kompozicije koje zahtijevaju dugogodišnju izobrazbu, izrazitu spretnost i dobro poznavanje tradicije. Prethodnice "duma" bile su "bilini", narodne epske pjesme o herojima, koje su se danas na području Ukrajine i europskog dijela Rusije donekle transformirale. Stručnjaci povezuju nastanak duma s prastarim oblikom ritualnog plača. One su kroz povijest prepričavale vojnički život kozaka, njihove ratove protiv osvajača, vojne pohode u turske zemlje i njihov život u središtu Ukrajine, uz rijeku Dnjepar. 
Tijekom 17. i 18. stoljeća izvođači duma i povijesnih pjesama, "kobzari", ujedinili su se u kobzarska bratstva (cehove). Takvi cehovi imali su svoj statut i pravila, strogu hijerarhiju i određeni repertoar pjesma. Kobzarstvo je u 17. stoljeću postalo časno zanimanje. Najmlađim rodom pjesničkog folklora smatraju se lirske pjesme, nastale između 16. i 19. stoljeća. Lirske pjesme grupiraju se u dvije velike skupine, socijalna grupa okuplja kozačke, novačke, seoske, najamničke i iseljeničke pjesme, dok obiteljska grupa okuplja ljubavne, ženstvene, humoristične, sirotinjske i dječje odnosno mladenačke pjesme.
Također poznati ukrajinski običaj su hahiljki, koji se danas priređuju na uskrsnim nedjeljama, a sastoje se od plesova, pjesama, igara i dramskih scena koji će po vjerovanju namamiti proljeće i otjerati zimu. Ovi obredi u poganska vremena odvijala su se u svetim lugovima, danas oko crkava ili oko groblja. Pjesma i plesovi pogrebni su kult i personificiraju pogreb za mraz i zimu. Oni također izazivaju rast bilja i pokušavaju osigurati obilnu žetvu kroz magičnu glazbu, riječi i pokrete tijela. U nekim drevnim hahiljki plesovima, plesači se kreću u krug imitirajući rotaciju sunca, dok drugi raznim gestama pokazuju stalnost čovjekovog postojanja na zemlji.

## Međunarodni barokni utjecaj
U kasnom srednjovjekovlju posebno poznata postaje ukrajinska Gluhivska glazbena škola i Kijevsko-mogiljanska akademija. Upravo su iz tih škola izašli najpoznatiji ukrajinski glazbenici 17. i 18. stoljeća; Dmitro Stepanovič Bortnjanskij, Maksim Sozontovič Berezovskij i Artem Lukjanovič Vedelj. Isti su glazbenici poznati kao ukrajinska Zlatna trojka započeli značajnu epohu u ukrajinskoj zbornoj glazbi. Bortnjanskij i Berezovskij svoje su glazbeno umijeće usavršavali u Italiji. 
- Poslušaj skladbu Bortnjanskog: «Da, uskrsnu Bog!»

Iznimno talentiran Berezovski se zajedno s Wolfgangom Amadeusom Mozartom obrazovao na glazbenoj akademiji u Bologni kod poznatog glazbenog teoretičara Giovannija Martinija. Savršeno svladavši europsku tehniku skladanja, ukrajinska Zlatna trojka nije poput mnogih krenula kopiranjem talentiranih zapadnih skladatelja, već je započela stvarati vlastiti ciklus vrlo uspješnih skladbi od kojih je većina temeljena na narodnoj melodijskoj tradiciji. Njihova skladba danas se može čuti u gotovo svim slavenskim crkvama.
U istom razdoblju posebno se razvila tehnika zbornog pjevanja «a capella», što ima utjecaja na današnja ukrajinsku glazbu. Profesionalni muški a capella zbor Pikkardijska tercija iz Ljviva jedan je od predstavnika današnje ukrajinske glazbe.

## Razdoblje neoklsicizma i romantizma
Pionirom ukrajinskog neoklasicizma smatra se Sergej Prokofjev koji je rođen i odrastao u istočnoj Ukrajini. Njegov rad također je bio inspiriran skladbama Petra Čajkovskog porijeklom iz središnje Ukrajine. Također značajan skladatelj Ruskog Imperija i same Ukrajine je Igor Stravinski, također porijeklom iz Ukrajine. Kod sva tri istaknuta skladatelja primjećuje se ukrajinski utjecaj u stvaranju glazbe što nije strano s obzirom na to da je carska Ukrajina odnosno tada «Mala Rusija» bila neiscrpna umjetnička inspiracija mnogih različitih ruskih umjetnika pa tako i skladatelja.
Profesionalni glazbenici 19. stoljeća rado su obrađivali ukrajinske narodne melodije pa tako i ukrajinski glazbenici. Tada su u glazbi posebno prisutni narodni instrumenti poput kobze odnosno bandure, zatim cimbala, lire i drugih. Bogata ukrajinska narodna glazba utjecala je i na ukrajinske opere, a prva među njima istaknula se «Zaporižac na Dunavu» autora Semena Hulaka Aretmovskog. Također su značajne opere «Taras Buljba», «Natalka Poltavka», «Utopljena» i «Božićna noć» autora Mikole Lisenka. Tada posebno postaju prepoznatljive skladbe ukrajinskih glazbenika poput Mikole Leontoviča, Oleksandra Košica i Kirila Stecenka.
- Poslušaj duhovnu himnu Lisenka: «Bože, Veliki, Jedini»

Osim kod ukrajinskih i ruskih skladatelja, zanimljivi motivi iz ukrajinske narodne glazbe nalaze se i kod zapadnih autora poput Ludwig van Beethovena, Franza Liszta, Béle Bartóka, Josepha Haydna, Johannesa Brahmsa, Antonína Dvořáka i mnogih drugih skladatelja. Beethoven je obradio poznatu ukrajinsku narodnu pjesmu »Jihav kozak za Dunaj« (Išao kozak za Dunav) pod imenom Schöne Minka (Lijepa Minka) koja je postala izuzetno popularna u Njemačkoj. Za Ukrajince je također zanimljivo da je značajan broj svjetski poznatih glazbenika porijeklom iz Ukrajine. Među njima su i pijanist i virtuoz Vladimir Horowitz, Solomija Krušeljnicka, zatim operni pjevači Viktorija Lukjanec, Volodimir Hriško, Valentin Pivovarov, Roman Majboroda, Taras Štonda, Mihajlo Didik i drugi. Također je poznat ukrajinski dirigent Roman Kofman koji je 2004. postao glavni dirigent poznate Bonnske opere i Beethovenova simfonijskog orkestra u Bonnu.
- Poslušaj narodnu pjesmu: »Jihav kozak za Dunaj«

## Modernija ukrajinska glazba
U 20. stoljeću ukrajinska se glazba razvijala u sklopu općih estetskih i kulturnih tedencija svjetske glazbe. Od 60.-tih do 80.-tih osjetio se utecaj takozvanog trenda šezdesetih. Bilo je to doba procvata autorske glazbe, u kojoj se velika pozornost pridavala i nevinom domoljubnom tekstu zbog čega su neki od poznatih ukrajinskih autora poput Volodimira Ivasjuka imali problema s aktualnim sovjetskim vlastima. Također su značajne skladbe Tarasa Petrinenka i Ihora Bilozira. U istom razdoblju počeli su i moderni projekti poput satiričkog kazališta s nazivom «Ne žuri!» čiji autor je bio Viktor Morozov. Aktualne su tada i glazbene skupine «Mirni pijetao» te «Plač Jeremije».
Danas su na ukrajinskoj glazbenoj sceni predstavljeni gotovo svi smjerovi: od narodne glazbe do acid jazza. Aktivno se razvija kultura klupske glazbe te stasaju izuzetno popularni pop pjevači: Sofija Rotaru, Irina Bilik, Oleksandra Ponomarjova, Ani Lorak, Vjerka Serdjučka, itd. Često se isprepliće narodna tradicija i glazba s modernim glazbenim žanrovima, a jedna o tih predstavnica je i Marija Burmaka. Izvan granica Ukrajine sve su poznatije ukrajinske glazbene grupe: Viagra, Voplji Vidopljasova, Skrjabin, Mandry, Hajdamaky, Okean Eljzy, Green Grey, Tartak itd. Posebnu cjelinu čini glazba ukrajinske dijaspore odnosno grupe poput Ukrainia ili pjevača Tarasa Žitinskog.
Na Euroviziji 2004. posebno je popularna postala pobjednica Ruslana koja je u svojoj pjesmi spojila folklorne motive rodnog karpatskog područja. Ovaj primjer ukrajinskih glazbenika koji iskorištavaju bogat ukrajinski folkor sve je učestaliji. Ukrajinska glazba izuzetno je popularna u Rusiji posebno zato što dosta ukrajinskih glazbenika pjeva na ruskom jeziku kojeg se doživljava poput engleskog u zapadnoj Europi. Jedna od predstavnica Rusije na Euroviziji 2009. bila je ukrajinska pjevačica Anastasija Prihodko. 
Jedan od znakova rastućeg zanimanja za ukrajinski folklor u modernoj glazbi jest osnivanje više festivala etničke glazbe u Ukrajini, a među njima posebno se ističu «Zemlja snova» kojeg u Kijevu predvodi ukrajinski glazbenik Oleh Skripka, i festival «Šešory» koji se održava u Ivano-Frankivsku. Među glazbenim festivalima također su poznati: «Biseri sezone», «Tavrijske igre», «Galeb», «Crvena rutvica», itd.

## Ostali ukrajinski glazbenici
Marusja Čuraj, Mikola Dileckij, Mihajlo Hajvoronskij, Dmitro Hnatjuk, Kirilo Stecenko, Mihajlo Mihajlovič Verbickij (autor glazbe ukrajinske himne), Miroslav Skorik.

## Vanjske poveznice
- Dmitro Antonovič; Ukrajinska glazba (ukr.)
- Ukrajinski glazbeni radio  Arhivirana inačica izvorne stranice od 20. veljače 2010. (Wayback Machine)
- Ukrajinske pjesme